# ТБ-42
ТБ-42 — дослідний радянський напівгусеничний бронетранспортер періоду Другої світової війни. Був побудований єдиний макетний зразок машини.

## Історія створення
У кінці 1942 року, в умовах гострої потреби військ в бронетранспортерах та відсутності відповідних для їх створення відпрацьованих шасі підвищеної прохідності Заводом імені Сталіна в ініціативному порядку була почата розробка на базі освоєного незадовго до цього шасі серійного напівгусеничного автомобіля ЗІС-42 проєкту бронетранспортера, який отримав заводське позначення ТБ-42.
На початку 1943 року був збудований повнорозмірний макет машини з дерев'яним корпусом на 14 посадкових місць для бійців з одним кулеметом ДТ. Очікувана (попередньо) повна маса ТБ-42 — 8500 кг була занадто велика для шасі ЗІС-42, а при потужності двигуна 80 к. с.(все, що можна було вичавити з двигуна ЗІС-5М) це дозволяло отримувати швидкість не більше 30 — 35 км/год (по шосе). Тим не менш, «танкісти» виявили певний інтерес до цієї роботи і встановили термін виготовлення п'яти дослідних зразків — 15 червня 1943 р. Після огляду макетного зразка військовою комісією були зроблені окремі зауваження розробникам щодо необхідності доопрацювання компонування, конструкції броньованого корпусу та внутрішнього оснащення, проте в цілому машина була оцінена досить позитивно і заводу було запропоновано розробити ескізний проєкт з урахуванням зауважень.
Оновлений проєкт був затверджений Головним автобронетанковим управлінням Червоної Армії (ГАБТУ) і до середини червня 1943 передбачався випуск дослідної партії з п'яти машин. Тим не менш, оцінивши до того часу подальші роботи зі створення бронетранспортера (з огляду на низку конструктивних особливостей гусеничного рушія і його тодішньої низької надійності) на базі автомобіля ЗІС-42 як безперспективні, ЗІС відмовився від будівництва повноцінних дослідних машин в металі і припинив роботи над проєктом.
Було прийнято рішення побудувати оригінальне напівгусеничне шасі з використанням добре відпрацьованої і надійної ходової частини (опорні і підтримувальні котки, провідні зірочки, підвіски, ланки гусениць та ін.) легкої самохідної установки СУ-76М (ГАЗ-15-126), що вже серійно випускалася на трьох заводах.
На жаль, силова установка і трансмісія залишилися колишніми. Керовані колеса не були ведучими — обладнання по виробництву передніх ведучих мостів і роздавальних коробок відповідного повнопривідного ЗІС-32Р до того часу було безповоротно розмонтовано і використано для інших цілей. Форсований міасскій двигун ЗІС-МТ (95 к. с.) отримати теж не вдалося. Довелося задовольнятися ЗІС-5М потужністю 78 к. с. при 2600 1/хв, що було недостатньо, не вистачало і крутного моменту. На початку 1944 р. ЗІС побудував дослідний 12-місцевий БТР Б-3 (іноді у звітах іменований як АТ-3) з макетним бронюванням (котельна сталь товщиною 6 — 16 мм), озброєний великокаліберним кулеметом ДШК на відкритій турелі.
При повній масі 7100 кг він міг розвивати швидкість до 40 км/год — явно недостатню для БТР. Правда, низький середній питомий тиск гусеничного рушія (0,3 кгс/см2) обіцяв дати хорошу прохідність по слабких ґрунтах, але до цього справа не дійшла.
Випробування Б-3 на Науково-дослідному бронетанковому (НИБТ) Полігоні дало негативні результати — низька надійність агрегатів трансмісії, перегрів двигуна, що постійно працює на межі.
І цього разу настільки потрібна армії машина не відбулася.

## Опис конструкції
Машина повинна була б мати капотне передньомоторне задньопривідне автомобільне компонування; моторно-трансмісійне відділення розміщувалося в лобовій частині. Було поєднане з бойовим відділенням. Відділення управління мало б розміститися у центральній, а десантне відділення — у кормовій частині. Екіпаж складався б з 2 чоловік (механіка-водія і командира, який також виконував функції стрільця.

### Озброєння
Озброєння машини повинно було складатися з 7,62-мм танкового кулемета ДТ-29, передбачалася також можливість ведення десантом вогню з особистої зброї через 14 амбразур в бортових бронелистах десантного відділення.

### Ходова частина
Ходова частина  — напівгусенична, аналогічна базової машині. Рушій складався з двох передніх поворотних коліс і двох задніх візків з гусеничним рушієм.
Підвіска переднього і заднього мостів — на листових ресорах .

### Виноски
1. ↑  69 к.с. у ВАЗ-2101
2. ↑  Євген Прочко. / БТР-152 // Техніка та озброєння : журнал. — 1999. — № 3, 4.
3. ↑  А. Г. Солянкин, М. В. Павлов, И. В. Павлов, И. Г. Желтов. Глава 6. Бронированные колёсные машины // Отечественные бронированные машины. XX век. 1941—1945. — Москва: Экспринт, 2005. — Т. 2. — С. 419. — 2000 экз. — ISBN 5-94038-074-3
4. ↑  Кочнєв Є. Д. Автомобілі Московського автозаводу імені І. В. Сталіна (ЗІС) // Автомобілі Червоної Армії 1918-1945 / Євген Кочнєв. — М. : Яуза, Ексмо, 2009. — С. 477 — 478. — (Війна моторів) — 4000 прим. — ISBN 978-5-699-36762-7.